# Glansblomssläktet
Glansblomssläktet (Lampranthus) är ett släkte i familjen isörtsväxter (Aizoaceae) med omkring 100-150 suckulenta arter som ursprungligen kommer från Sydafrika. Lampranthus-växter växer helst i soliga lägen och de stora blommorna slår endast ut i fullt solsken. Frökapslarna öppnas inte förrän det regnar, för att fröna ska få möjlighet att gro.[källa behövs]
I Sverige används flera Lampranthus-arter som utplanteringsväxter i krukor, amplar och trädgårdar under sommaren.[källa behövs]